# مسلسلات البيئة الشامية
مسلسلات البيئة الشامية، هو نمط شائع في الدراما السورية من المسلسلات التي توثق حياة دمشق في سوريا العثمانية أو بداية مرحلة الانتداب الفرنسي.
أسمته الصحفية منار ديب "عمل أنثربولوجي يغلب عليه الطابع الدرامي"، وثّق حياة أهل الشام بدءًا بالمسكن والملبس والمأكل والمشرب وانتهاءً بالعادات والتقاليد ونمط الحياة العامة، وعرف نجاحًا كبيرًا كونه وثق تراثًا قد انقرض أو كاد. وبعد أيام شاميه تتالت مسلسلات البيئة فكان مسلسل الخوالي ومسلسل ليالي الصالحية وحديثًا مسلسل أهل الراية ومسلسل باب الحارة الذي حقق في جزءه الثاني جماهيرية شعبيّة في الوطن العربي دفعت صحيفة الواشنطن بوست لاعتباره أحد الأعمال التلفزيونية العشرة الأكثر متابعة حول العالم. رغم ذلك، فإنّ هذه الطائفة من الدراما استقطبت انتقادات واسعة سيّما من ناحية رفضها الحداثة وحقوق المرأة وغياب الأطر الزمنيّة والتاريخيّة عن أحداثها، وذهب عدد من متزايد من النقاد لاعتبارها لا تنقل واقع دمشق شكل أمين بل بشكل مشوّه.